# Список лауреатов премии имени Д. З. Мануильского
Премия имени Д. З. Мануильского (укр. Премія імені Д. З. Мануїльського) — награда Академии наук Украинской ССР, которая в 1975 — 1991 годах ежегодно вручалась по Отделению экономики, истории, философии и права «за выдающиеся научные труды в области истории, государства и права». 
Премия была учреждена «для усиления стимулирования исполнителей научных работ, которые имеют фундаментальное значение» Постановлением Совета министров Украинской ССР от 23 июня 1972 года и Постановлением Президиума Академии наук Украинской ССР от 18 июля 1972 года. Вместе с премией имени Д. З. Мануильского были учреждены премии имени В. И. Вернадского, А. Н. Динника, Н. Г. Холодного и А. Г. Шлихтера. Однако, после того, как Украина получила независимость, 8 мая 1992 года Президиум Академии наук Украины ликвидировал премии имени Д. З. Мануильского и А. Г. Шлихтера.
Денежное вознаграждение лауреатам премии составляло 1000 советских рублей. Всего за период существования премии её лауреатами стали 37 учёных.

## Список лауреатов
| Год  | Лауреат                         | Награждён(а) за: |
| ---- | ------------------------------- | --- |
| 1975 | Станислав Максимович Пархомчук  | Коллективный труд «В борьбе за ликвидацию колониализма. (Внешнеполитическая борьба Советского Союза за окончательную ликвидацию колониализма и участие в ней Украинской ССР)» |
| 1975 | Игорь Фёдорович Черников        | Коллективный труд «В борьбе за ликвидацию колониализма. (Внешнеполитическая борьба Советского Союза за окончательную ликвидацию колониализма и участие в ней Украинской ССР)» |
| 1975 | Юрий Михайлович Мацейко         | Коллективный труд «В борьбе за ликвидацию колониализма. (Внешнеполитическая борьба Советского Союза за окончательную ликвидацию колониализма и участие в ней Украинской ССР)» |
| 1976 | Ирина Николаевна Мельникова     | Коллективный труд «На магистралях дружбы и братства. Участи Украинской ССР в сотрудничестве Советского Союза с европейскими социалистическими странами (1966—1970 гг.)» |
| 1976 | Иван Маркович Кулинич           | Коллективный труд «На магистралях дружбы и братства. Участи Украинской ССР в сотрудничестве Советского Союза с европейскими социалистическими странами (1966—1970 гг.)» |
| 1976 | Павел Степанович Сохань         | Коллективный труд «На магистралях дружбы и братства. Участи Украинской ССР в сотрудничестве Советского Союза с европейскими социалистическими странами (1966—1970 гг.)» |
| 1977 | Владимир Илларионович Шинкарук  | Цикл работ по философско-социологическим проблемам современной научно-технической революции. |
| 1977 | Лидия Васильевна Сохань         | Цикл работ по философско-социологическим проблемам современной научно-технической революции. |
| 1977 | В. И. Мазепа                    | Цикл работ по философско-социологическим проблемам современной научно-технической революции. |
| 1978 | Андрей Васильевич Лихолат       | Работу «Содружество народов СССР в борьбе за строительство социализма 1917—1937 гг.» |
| 1979 | Сергей Александрович Высоцкий   | Труды «Древнерусские надписи Софии Киевской XI — XIV вв.», «Средневековые надписи Софии Киевской (по материалам граффити XI — XVII вв.)» |
| 1980 | Галий Ефимович Буйвайлик        | Труд «Правовое регулирование международных экономических отношений». |
| 1981 | Владимир Владимирович Сташис    | Цикл работ, посвящённых уголовно-правовым проблемам борьбы с преступлениями против личности и хозяйственными преступлениями. |
| 1982 | Арнольд Николаевич Шлепаков     | Монографию в двух томах «Международная солидарность трудящихся. 1917—1923 гг.» и «Движение международной солидарности трудящихся. 1924—1932 гг.». |
| 1982 | Александр Андреевич Макаренко   | Монографию в двух томах «Международная солидарность трудящихся. 1917—1923 гг.» и «Движение международной солидарности трудящихся. 1924—1932 гг.». |
| 1982 | Борис Михайлович Забарко        | Монографию в двух томах «Международная солидарность трудящихся. 1917—1923 гг.» и «Движение международной солидарности трудящихся. 1924—1932 гг.». |
| 1983 | Владимир Ильич Куценко          | Цикл работ по проблемам социального познания и социального управления. |
| 1983 | Юрий Дмитриевич Прилюк          | Цикл работ по проблемам социального познания и социального управления. |
| 1984 | Анатолий Васильевич Санцевич    | Цикл работ по историографии и источниковедению истории Украинской ССР. |
| 1985 | Виктор Васильевич Цветков       | Цикл работ по актуальным вопросам теории и практики советского государственного управления в условиях зрелого социализма. |
| 1985 | Василий Фёдорович Сиренко       | Цикл работ по актуальным вопросам теории и практики советского государственного управления в условиях зрелого социализма. |
| 1985 | Вадим Борисович Аверьянов       | Цикл работ по актуальным вопросам теории и практики советского государственного управления в условиях зрелого социализма. |
| 1986 | Юрий Юрьевич Сливка             | Цикл работ по проблемам истории борьбы против фашизма и украинского буржуазного национализма. |
| 1986 | Михаил Николаевич Швагуляк      | Цикл работ по проблемам истории борьбы против фашизма и украинского буржуазного национализма. |
| 1986 | Владимир Петрович Чугаев        | Цикл работ по проблемам истории борьбы против фашизма и украинского буржуазного национализма. |
| 1987 | Иван Фёдорович Курас            | Цикл монографий по проблемам «Политическое и идейное противоборство пролетарского интернационализма и буржуазного национализма», «Великий Октябрь и крах националистического реформизма на Украине», «Торжество пролетарского интернационализма и крах мелкобуржуазных партий на Украине», «Ленинские принципы критики буржуазной идеологии», «Ленинская национальная политика и банкротство её «критиков» |
| 1987 | Лариса Афанасьевна Нагорная     | Цикл монографий по проблемам «Политическое и идейное противоборство пролетарского интернационализма и буржуазного национализма», «Великий Октябрь и крах националистического реформизма на Украине», «Торжество пролетарского интернационализма и крах мелкобуржуазных партий на Украине», «Ленинские принципы критики буржуазной идеологии», «Ленинская национальная политика и банкротство её «критиков» |
| 1988 | А. Т. Гордиенко                 | Цикл трудов по проблеме «Современные буржуазные философские концепции общественного развития (критический анализ)». |
| 1988 | Нина Павловна Полищук           | Цикл трудов по проблеме «Современные буржуазные философские концепции общественного развития (критический анализ)». |
| 1988 | Ольга Михайловна Соболь         | Цикл трудов по проблеме «Современные буржуазные философские концепции общественного развития (критический анализ)». |
| 1989 | Глеб Николаевич Цветков         | Цикл работ по проблемам советско-американских отношений. |
| 1990 | Пётр Фёдорович Йолон            | Цикл работ по методологическим проблемам генезиса и функционирования научного знания в контексте культуры. |
| 1990 | Сергей Борисович Крымский       | Цикл работ по методологическим проблемам генезиса и функционирования научного знания в контексте культуры. |
| 1990 | Борис Александрович Парахонский | Цикл работ по методологическим проблемам генезиса и функционирования научного знания в контексте культуры. |
| 1991 | Юрий Сергеевич Шемшученко       | Цикл работ по проблемам охраны окружающей среды. |
| 1991 | Наталья Рафаэльевна Малышева    | Цикл работ по проблемам охраны окружающей среды. |
| 1991 | Борис Григорьевич Розовский     | Цикл работ по проблемам охраны окружающей среды. |